# Joe Ladue
Joseph Francis Leduc dit Joe Ladue, né le 28 juillet 1855 à Schuyler Falls où il est mort le 27 juin 1901, est un homme d'affaires américain. 
Il est le fondateur de la ville de Dawson City. 

## Biographie
Né à Schuyler Falls, il perd sa mère à sept ans et devient orphelin au décès de son père en 1874. Vagabond, il trouve en 1876 du travail dans la mine d'or de Deadwood (Dakota du Sud) et devient ouvrier. Il parvient à y être considéré comme ingénieur sans la moindre certification officielle. En 1881, chef d'équipe d'une mine d'or de l'Arizona, il décide de partir tenter sa chance à Juneau et, dès 1883, mène des opérations de commerce dans le Yukon. Il expérimente en 1882-1883, une technique pour dégeler le sol qui va devenir très utile pour les mineurs et le fait connaître.
En 1893, il fonde une scierie qu'il nomme Ogilvie à l'embouchure de la Sixtymile et en 1896, lors de la ruée vers l'or du Klondike, en installe une seconde qui va devenir Dawson City. Il la nomme ainsi en l'honneur du géologue George Mercer Dawson. Il y installe de nombreux équipements et crée la Joseph Ladue Gold Company Ltd. En moins de deux années, il devient millionnaire,. 

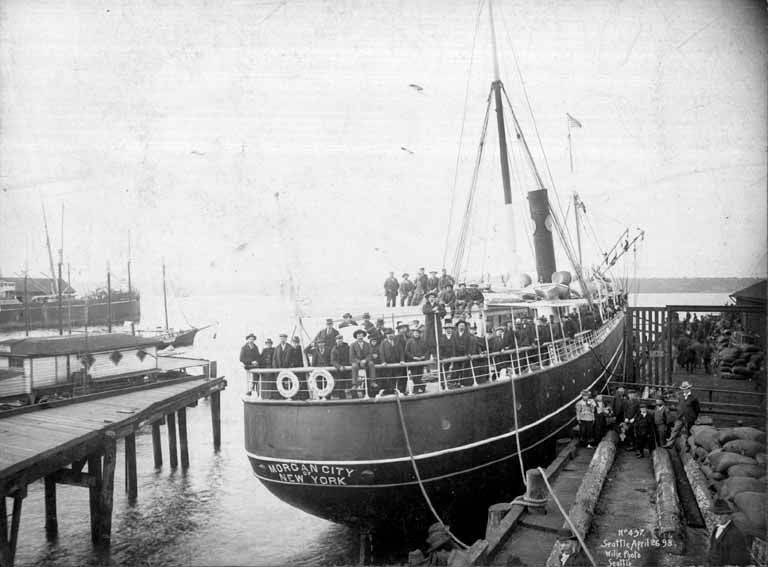
Le SS Morgan City quittant Seattle pour l'Alaska, le 26 avril 1898.

Avec une partie de sa richesse, Ladue achète le vapeur SS Morgan City avec qui il passe depuis New York le Cap Horn. Après un seul voyage de Seattle à Skagway et Valdez, il le loue à 600 $ par jour comme transport de troupes vers les Philippines. Le navire se perd en mer du Japon en septembre 1899,. 
Joe Ladue meurt de la tuberculose dans sa ville natale le 27 juin 1901. 